# Powder Keg
Powder Keg ist ein Teil der Kurzfilmreihe The Hire, der im Auftrag von BMW als Werbefilm entstand. Regie führte Alejandro González Iñárritu.

## Handlung
Ein Times-Fotograf wird Zeuge, wie einige Guerilleros in einem Maisfeld Männer aus einem Lastwagen zerren und sie exekutieren. Er wird entdeckt und auf der Flucht verwundet. Es liegt am Driver, den Mann in einem BMW X5 außer Gefahr zu bringen. Er fährt den Verwundeten sicher bis an die Grenze. Dort allerdings kommt es zu einem Angriffsversuch und der Driver muss den Angreifern und Grenzposten entkommen. Als er im sicheren Gebiet hält, merkt er, dass sein Fahrgast tot ist. Das Material auf den Filmen des Fotografen wird in der Presse veröffentlicht, er erhält posthum den Pulitzer-Preis. Der Driver bringt der blinden Mutter des Fotografen dessen Erkennungsmarke, die in Braille-Schrift geschrieben ist.

## Produktion
Der Film wurde 2001 unter der Regie von Alejandro González Iñárritu von Zeta Film produziert. Das Drehbuch schrieben Alejandro González Iñárritu, Guillermo Arriaga und David Carter und die Musik komponierte Harry Gregson-Williams.
Ab Juni 2001 vertrieb BMW Films den Kurzfilm weltweit auf DVD.